# Пространство Колмогорова
Пространство Колмогорова (T0-пространство) — топологическое пространство, удовлетворяющее аксиоме Колмогорова T0, то есть пространство, в котором для любой пары различных точек окрестность хотя бы одной из них не содержит вторую точку. Названы в честь математика Андрея Колмогорова.
Формальная запись условия для топологического пространства {\displaystyle (X,\tau )}:
{\displaystyle \forall a,b\in X,\ a\neq b\ \exists O\in \tau :(a\in O)\land (b\notin O)\lor (a\notin O)\land (b\in O)}.
Почти все изучаемые топологические пространства являются колмогоровыми, в частности, таковы хаусдорфовы и T1-пространства.
Топологически различимые точки всегда не равны друг другу. С другой стороны, если одноточечные множества {\displaystyle \{x\}} и {\displaystyle \{y\}} разделимы, то {\displaystyle x} и {\displaystyle y} должны быть топологически различимы. Таким образом, топологическая различимость, в общем случае, сильнее различности точек, но слабее их разделимости.

## Примеры неколмогоровских пространств
Если носитель топологии содержит больше одной точки, то в тривиальной топологии точки будут неразличимы.
В {\displaystyle \mathbb {R} ^{2}}, где топология определяется декартовыми произведениями открытых множеств {\displaystyle \mathbb {R} } на само {\displaystyle \mathbb {R} }, точки {\displaystyle (a,b)} и {\displaystyle (a,c)} будут неразличимы.
Пространство всех измеримых функций {\displaystyle f\colon \mathbb {R} \rightarrow \mathbb {C} }, таких что интеграл Лебега {\displaystyle \left(\int _{\mathbb {R} }\left|f(x)\right|^{2}\right)^{1/2}dx} конечен. Тогда две функции неразличимы, если они равны почти всюду.

## Примеры колмогоровских пространств, не удовлетворяющих T1
Особый интерес представляют T0-пространства, не удовлетворяющие следующей по ограничительности аксиоме отделимости — T1 (аксиоме Тихонова).
Топология Зарисского на множестве простых идеалов заданного коммутативного кольца {\displaystyle R} всегда удовлетворяет T0, но не всегда T1. В этом случае незамкнутые точки соответствуют простым идеалам, которые не являются максимальными.
Топология на носителе {\displaystyle X} с хотя бы двумя элементами, заданная как {\displaystyle \tau =\{S\subseteq X\ |\ p\in S\}\cup \{\varnothing \}} для некоторой точки {\displaystyle p\in X}, определяет колмогоровское пространство, не удовлетворяющее T1, поскольку {\displaystyle p} не замкнута (её замыкание есть всё пространство). Важным частным случаем является пространство Серпинского. Если же в этом случае топология задаётся наоборот: {\displaystyle \tau =\{S\subseteq X\ |\ p\notin S\}\cup \{X\}}, то также выполняется T0, но не T1.
Частично упорядоченное множество с топологией Александрова (в такой топологии, любое пересечение открытых множеств открыто) будет удовлетворять T0, но не T1, если только порядок не является дискретным. Любое конечное T0-пространство принадлежит этому типу.
Топология, базой которой являются все интервалы линейно упорядоченного множества вида {\displaystyle (a,\infty )=\{x\in X\ |\ x>a\}} вместе с самим {\displaystyle X}.

## Факторпространство Колмогорова
В основном изучаемые в топологии пространства удовлетворяют T0. При возникновении неколмогорова пространства {\displaystyle X} для удобства можно перейти к T0-пространству, для чего вводится отношение эквивалентности {\displaystyle \sim }, объединяющее неразличимые точки, и в дальнейшем изучается T0-отделимое факторпространство {\displaystyle X/\sim }, называемое факторпространством Колмогорова и обозначаемое {\displaystyle KQ(X)} (аналогичным образом в функциональном анализе переходят от {\displaystyle {\mathcal {L}}^{p}} к факторизованным {\displaystyle L^{p}}-пространствам).
Очевидно, если {\displaystyle X} изначально является T0-пространством, то {\displaystyle X} и {\displaystyle KQ(X)} гомеоморфны.
Топологические пространства {\displaystyle X} и {\displaystyle Y} являются эквивалентными по Колмогорову, если их колмогоровы факторпространства гомеоморфны. Различные свойства топологических пространств сохраняются при таком отношении. То есть, если {\displaystyle KQ(X)} и {\displaystyle KQ(Y)} гомеоморфны, то {\displaystyle X} обладает некоторым свойством тогда и только тогда, когда {\displaystyle Y} также обладает им. C другой стороны, некоторые свойства предполагают колмогоровость, но тогда, если {\displaystyle X} им обладает, то {\displaystyle X} должно быть колмогоровым. Лишь малое количество свойств, такие как недискретность, являются исключениями к этому правилу. Тем более, множество структур могут быть индуцированы с {\displaystyle X} на {\displaystyle KQ(X)}.
Преобразование неколмогорова пространства в колмогорово путём перехода к факторпространству сохраняет основные изначально введённые дополнительные структуры, в частности, векторное пространство, полунорму и псевдометрику, согласованные с топологией. Например, можно перейти от полунормированного неколмогорова пространство к факторпростраству Колмогорова, удовлетворяющему тождеству параллелограмма, в этом случае полунорма становится нормой тогда и только тогда, когда топология удовлетворяет T0, поэтому тем более факторпространство будет гильбертовым.